# Tricleocarpa
Tricleocarpa, rod crvenih algi iz porodice Galaxauraceae, dio reda Nemaliales. Postoji osam priznatih vrsta. Tipična vrsta je morska alga Tricleocarpa cylindrica .

## Vrste
1. Tricleocarpa australiensis Huisman, G.H.Boo & S.M.Boo
2. Tricleocarpa confertus S.-L.Liu & S.-M.Lin
3. Tricleocarpa cylindrica (J.Ellis & Solander) Huisman & Borowitzka - tipična
4. Tricleocarpa fastigiata (Decaisne) Huisman, G.H.Boo & S.M.Boo
5. Tricleocarpa fragilis (Linnaeus) Huisman & R.A.Townsend
6. Tricleocarpa jejuensis J.Wiriyadamarikul, Geraldino, Huisman, Lewmanomont & Boo
7. Tricleocarpa laxa G.N.Santos, Cassano & J.M.C.Nunes 2020
8. Tricleocarpa natalensis J.Wiriyadamarikul, Geraldino, Huisman, Lewmanomont & Boo